# Mercedes-Benz M194
Il Mercedes-Benz M194 (o Daimler-Benz M194) è stato un motore in linea a sei cilindri a ciclo Otto e a quattro tempi, prodotto nel 1952 dalla Casa tedesca Daimler-Benz per il suo marchio automobilistico Mercedes-Benz.

## Profilo e caratteristiche

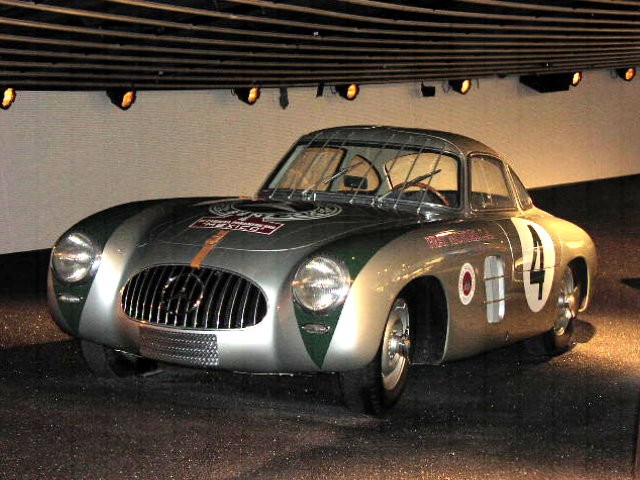
La Mercedes-Benz 300 SL W194 montava il motore M194

Si tratta di un motore destinato alle competizioni, pensato per equipaggiare la Mercedes-Benz 300SL W194.

Tale motore deriva strettamente dal più tranquillo motore M186 da 3 litri di cilindrata, capostipite di tutta una famiglia di motori da 3 litri che avrebbero equipaggiato diversi modelli Mercedes-Benz per tutti gli anni cinquanta e per buona parte degli anni sessanta.

Partendo dall'unità motrice che equipaggiava la Mercedes-Benz 300 "Adenauer", i tecnici della Casa montarono tre carburatori invertiti Solex in luogo degli originari due, lavorarono in maniera approfondita la testata ed aumentarono il rapporto di compressione da 6.4 ad 8:1.

Per il resto, le caratteristiche del motore M194 ricalcavano quelle del motore di origine. In generale, tali caratteristiche sono:
- architettura a 6 cilindri in linea;
- basamento in ghisa;
- testata in lega di alluminio;
- monoblocco di tipo sottoquadro;
- alesaggio e corsa: 85x88 mm;
- cilindrata: 2996 cm³;
- rapporto di compressione: 8:1;
- distribuzione ad un asse a camme in testa;
- testata a due valvole per cilindro;
- alimentazione tramite tre carburatori invertiti Solex;
- albero a gomiti su 7 supporti di banco;
- potenza massima: 175 CV a 5200 giri/min;
- coppia massima: 256 Nm a 4200 giri/min.

Le prestaazioni di tale motore, unite al peso ridotto della vettura per cui era destinato, ossia appunto la 300 SL W194, permisero alla vettura stessa di affermarsi in competizioni massacranti come la 24 Ore di Le Mans del 1952 (con l'equipaggio Lang-Reiss) e la Carrera Panamericana dello stesso anno (con l'equipaggio Kling-Klenk).

Dal motore M194 verrà derivato il raffinato motore M198, primo motore ad iniezione diretta montato su una vettura di serie, e precisamente la Mercedes-Benz 300 SL "Ali di gabbiano" (ma anche sulla successiva "Roadster").